# St. Clemens (Biburg)

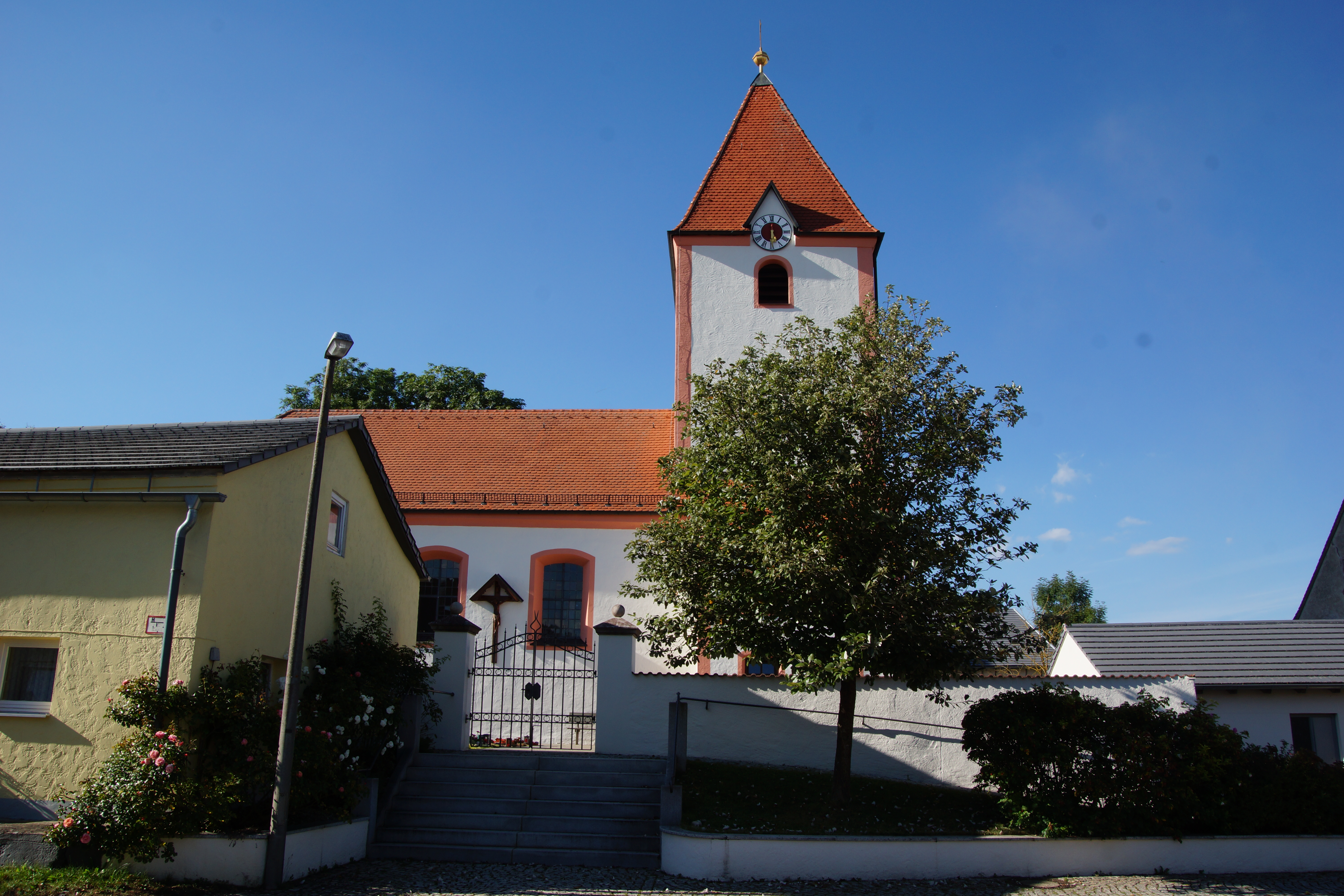
St. Clemens (Biburg) im August 2016

Die römisch-katholische Expositurkirche St. Clemens ist ein denkmalgeschütztes Kirchengebäude, das in Biburg steht, einem Gemeindeteil des Marktes Nennslingen im Landkreis Weißenburg-Gunzenhausen (Mittelfranken, Bayern). Das Bauwerk  ist unter der Denkmalnummer D-5-77-151-29 als Baudenkmal in die Bayerische Denkmalliste eingetragen. Die Kirche gehört als Expositur zur Pfarrei von St. Blasius in Raitenbuch im Pfarrverband Raitenbuch-Pfraunfeld des Bistums Eichstätt.

## Lage
Die Kirche hat die postalische Adresse Biburg 40 und befindet sich in Ortsrandlage im Altort Biburgs auf einer Höhe von 559 m ü. NHN.

## Beschreibung
Das Erdgeschoss des Chorturms und die unteren Teile der Mauern des Langhauses gehen auf die zweite Hälfte des 12. Jahrhunderts zurück. Der Turm wurde bereits in gotischer Zeit erhöht. Sein oberstes Geschoss beherbergt die Turmuhr und den Glockenstuhl, in dem vier Kirchenglocken hängen. Die drei größeren wurden 1964, die kleinere 1965 von Friedrich Wilhelm Schilling gegossen. Das Langhaus wurde 1756 nach einem Entwurf von Giovanni Domenico Barbieri durchgreifend umgebaut. Es wurde 1925 verlängert. Der Chor, d. h. das Erdgeschoss des Chorturms, ist mit einem Tonnengewölbe überspannt, das Langhaus mit einer Flachdecke. Zur Kirchenausstattung gehören der um 1730 gebaute Hochaltar und die um 1830 entstandenen Seitenaltäre. Außerdem befindet sich in der Kirche ein Marienbildnis.